# Ryukyuani
I ryukyuani (琉球民族?, Ryūkyū minzoku, in alcune lingue ryukyuane: Rūchū minzuku) formano la popolazione indigena dell'arcipelago delle Ryūkyū, situato tra le isole di Kyūshū e Taiwan, nel Giappone meridionale. Vivono nelle prefetture di Okinawa e di Kagoshima. I sottogruppi facenti capo a questa etnia parlano al sud diversi idiomi delle lingue ryukyuane ed al nord alcuni dialetti di Kagoshima. Parlano inoltre il giapponese, la lingua nazionale che viene insegnata nelle scuole.
Le prime tracce di questa popolazione risalgono al VI - VII secolo, durante la dinastia Sui, quando le prime spedizioni cinesi approdarono alle Ryūkyū, chiamate in Cina Liuqiu (琉球S, LiúqiúP, Liu Ch'iuW).
Dopo la seconda guerra mondiale i ryukyuani hanno subito, come il resto del Giappone, l'occupazione statunitense che ebbe inizio nel 1945. Nelle Ryukyu l'amministrazione americana è formalmente durata fino al 1972, anche se tuttora in varie zone delle isole sono stanziate basi militari statunitensi. Da diversi decenni i ryukyuani hanno inscenato proteste contro la presenza degli americani, che sono sfociate nella fondazione del movimento per l'indipendenza delle Ryūkyū.
L'identità dei ryukyuani è ancora molto forte, si indica ad esempio come "isolano forestiero" (島外人?, shimagaijin) un abitante delle Okinawa che non ha nel proprio albero genealogico antenati ryukyuani..